# إنكريس ميذر
إنكريس ميذر (بالإنجليزية: Increase Mather) (و. 1639 – 1723 م) هو كاتب، وعالم عقيدة، وأستاذ جامعي من الولايات المتحدة الأمريكية.
توفي في بوسطن، عن عمر يناهز 84 عاماً.

## التعليم
تعلم في جامعة هارفارد.

## روابط خارجية
- إنكريس ميذر على موقع الموسوعة البريطانية (الإنجليزية)
- إنكريس ميذر على موقع إن إن دي بي (الإنجليزية)